# 植物園自然保護国際機構
植物園自然保護国際機構（BGCI）（しょくぶつえんしぜんほごこくさいきこう）は、イギリスに本部を持つ非営利団体。BGCIの正式名称はBotanic Gardens Conservation Internationalである。地球上の野生植物の保全をより効果的に進めるため、植物園の国際的な連携を支援することを目的として活動している。

## 概要
1987年、ロンドン南西部の王立キューガーデン内に設立された。現在では世界で約150カ国、500を越える植物園が会員であり、植物園同士のネットワークとして世界最大の組織となっている。国際的合意「世界植物保全戦略（GSPC）」の開発に貢献、植物園の生物多様性保全活動についてその枠組みとなる「植物園の保全活動に対する国際アジェンダ」を制定するなど多くの活動を行っている。
日本における活動としては、2007年より5月4日のみどりの日を「植物園の日」とし植物の多様性や恩恵の啓蒙活動を実施、環境省や公益社団法人日本植物園協会と協力しての絶滅危惧植物展開催などがあげられる。